# Cimon della Pala
El Cimon della Pala o simplemente Cimone (a veces apodado Cervino de los Dolomitas), es la cima más destacada de las Pale di San Martino, en los Dolomitas de Primiero. No siendo la cima más alta del grupo (la Vezzana resulta más alta por pocos metros), su delgada aguja domina el panorama que se ve desde el paso Rolle.
Fue ascendida por vez primera, partiendo desde la vertiente norte, por el alpinista inglés Edward Robson Whitwell acompañado por Santo Siorpaes (guía alpino de Cortina d'Ampezzo) y por el guía Christian Lauener de Lauterbrunnen.

## Geografía
El Cimon della Pala se encuentra en el municipio de Tonadico y forma parte de la divisoria de aguas entre el valle del Cismón y el del Travignolo.
Por el norte está limitado por la Cima Vezzana, la más alta del grupo. Entre las otras paredes verticales de las dos cimas, vuelto al norte, se encuentra el empinado glaciar del Travignolo, donde tiene su origen el torrente homónimo, afluente del Avisio.
Según al SOIUSA, el Cimon della Pala da su nombre a un subgrupo alpino, Grupo del Cimon della Pala, con código II/C-31.IV-A.1.f. Se incluye en la parte grande Alpes orientales, gran sector de los Alpes del sudeste, sección de los Dolomitas, subsección Dolomitas de Feltre y de las Pale di San Martino, supergrupo Grupo Pale di San Martino-Feruc y grupo Pale di San Martino.

## Senderos y vías de acceso
La cima se puede alcanzar a través de un fácil recorrido de escalda, que requiere aun así una buena experiencia, llamado "variante per la vetta". Parte del vivac Fiamme Gialle (3.005 m s. n. m.), que se puede alcanzar a través de la vía ferrata Bolver-Lugli, técnicamente no muy complicada, pero aun así cansada, o a través de un fácil sendero.
La vía preparada Bolver-Lugli fue realizada por el grupo de guías alpinos de San Martino di Castrozza (conocido en el mundo alpinístico como las Aquile di San Martino, "Águilas de San Martín") para celebrar el centenario de la conquista de la cima (1870-1970)

## Curiosidad
Esta montaña es también la causa de la llegada de los primeros turistas al valle del Primiero. Los viajeros y excursionistas ingleses Josiah Gilbert y George Cheetham Churchill vieron de hecho en el año 1862 un cuadro representando al Cimon della Pala en una taberna y, quedando fascinados, quisieron verlo en persona. En los años posteriores afluyeron numerosos turistas, en principio por lo general extranjeros, que se interesaron por toda la cadena de las Pale. Además está representada en el escudo de la Guardia di Finanza, de la cual es el símbolo.